# Sinoconodon rigneyi
Sinoconodon rigneyi és un protomamífer que visqué durant el Juràssic. Tot i que aquest animal sembla més proper a Morganucodon que a cap altra espècie, diferia significativament d'altres mamaliamorfs quant a les dents i el creixement. De manera similar als rèptils, substituïa gran part de les seves dents (les incisives, canines i postcanines) al llarg de la seva vida, i sembla que creixia lentament però contínua fins a la seva mort.